# 阿爾奈-湯普森分類法

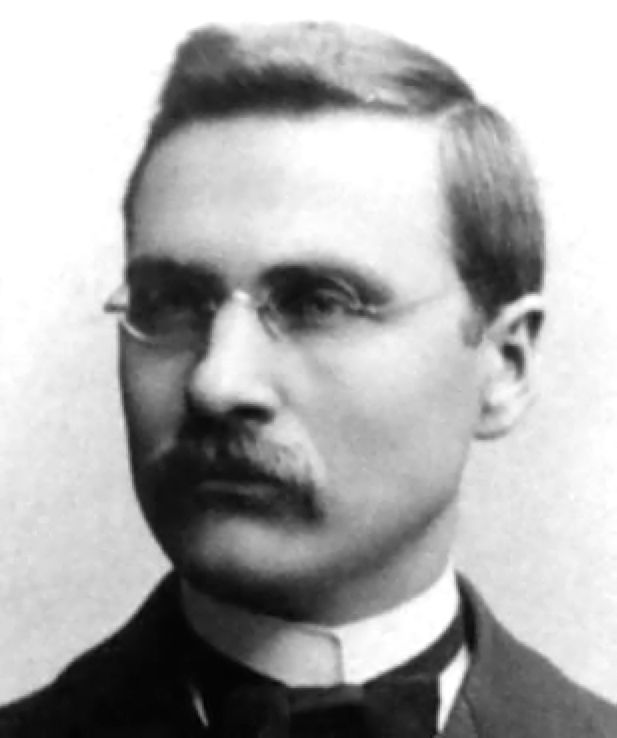
安蒂·阿尔奈的肖像

阿爾奈-湯普森分類法（英語：Aarne-Thompson classification system），簡稱AT分類法，是一套民間故事（Folk tales）與童話（Fairy tales）分類的方法。这套分类法先是由芬兰民俗学者安蒂·阿尔奈在芬兰学者尤利乌斯·克龙和卡尔勒·克龙的“历史-地理法”（historic-geographic method）基础上发展而来，后又被美国民俗学者斯蒂思·汤普森加以改进，故以两人之名命名。
2004年，德裔學者烏特（Hans-Jörg Uther）在舊版AT分類法的基礎之上，做了進一步的整理，並於發表了「國際民間故事類型」，因此密蘇里大學（University of Missouri）的麥克·莫橋（Michael Muchow）等學術界人士進一步將此新版分類法稱為ATU分類法。

## 類型
1. 動物故事（1-299）
  1. 野生動物（1-99）
    - 聰明的狐狸或其他動物（1-69）
    - 其它野生動物（70-99）

  2. 野生動物與家畜（100-149）
  3. 野生動物與人（150-199）
  4. 家畜（200-219）
  5. 其它動物和東西（220-299）
2. 普通民間故事（300-1199）
  1. 魔法故事（300-749）
    - 神奇的敵手（300-399）
    - 超自然或被施了魔法的親人（400-459）
      - 妻子（400-424）
      - 丈夫（425-449）
      - 兄弟姊妹（450-459）

    - 神奇的工作與任務（460-499）
    - 神奇的援助者（500-559）
    - 有魔力的器物（560-649）
    - 超自然的力量或知識（650-699）
    - 其他存在超自然現象的故事（700-749）

  2. 宗教故事（750-849）
    - 神的獎賞與懲罰（750-779）
    - 真相大白（780-791）
    - 天堂（800-809）
    - 魔鬼（810-826）
    - 其它宗教故事（827-849）

  3. 短篇小説（850-999）
    - 娶到公主的男孩（850-869）
    - 嫁給王子的女孩（870-879）
    - 證明忠誠與清白（880-899）
    - 固執的太太學習順從（900-909）
    - 好的教訓（910-919）
    - 聰明的言行（920-929）
    - 命運的傳說（930-949）
    - 強盜與殺手（950-969）
    - 其它的真實傳說（970-999）

  4. 笨食人魔、巨人、惡魔的故事（1000-1199）
    - 勞動約定（1000-1029）
    - 人類與食人魔的合作（1030-1059）
    - 人類與食人魔的較量（1060-1114）
    - 人類殺死或傷害食人魔（1115-1144）
    - 食人魔被人類嚇到（1145-1154）
    - 人類智取惡魔（1155-1169）
    - 從惡魔手中保住小命（1170-1199）
3. 笑話與逸事（1200-1999）
  1. 傻子的故事（1200-1349）
  2. 一對傻夫妻類（1350-1439）
    - 傻太太和她的丈夫（1380-1404）
    - 傻丈夫和他的太太（1405-1429）
    - 一對傻夫妻（1430-1439）

  3. 女人的故事（1440-1524）
    - 找尋妻子（1450-1474）
    - 關於老女人的笑話（1475-1499）
    - 其它關於女人的故事（1500-1524）

  4. 男人的故事（1525-1724）
    - 機智的男人（1525-1639）
    - 幸運的意外（1640-1674）
    - 愚蠢的男人（1675-1724）

  5. 神職人員或宗教人物（1725-1849）
    - 神職人員的巧計（1725-1774）
    - 神職人員與教堂司事（1775-1799）
    - 宗教人物的其他笑話（1800-1849）

  6. 其它團體或其他人的軼事趣聞（1850-1874）
  7. 荒誕不經的故事（1875-1999）
4. 程式故事（2000-2399）
  1. 连环故事（2000-2199）
    - 基于数字、物体、动物或名字的连环故事（2000-2020）
    - 与死亡有关的连环故事（2021-2024）
    - 与吃有关的连环故事（2025-2028）
    - 与其他事情有关的连环故事（2029-2075）

  2. 圈套故事（2200-2299）
  3. 其他的程式故事（2300-2399）
5. 未分類的故事（2400-2499）

## 外部連結
- D. L. Ashliman, "Folklore and Mythology Electronic Texts" （页面存档备份，存于）
- （德文） Index - Schnellsuche Märchentyp AT （页面存档备份，存于）